# 34175 Joshuadong
34175 Joshuadong è un asteroide della fascia principale. Scoperto nel 2000, presenta un'orbita caratterizzata da un semiasse maggiore pari a 2,5881817 au e da un'eccentricità di 0,1345911, inclinata di 4,12489° rispetto all'eclittica.